# Бейлина, Нина Михайловна
Ни́на Миха́йловна Бе́йлина (англ. Nina Beilina, 4 марта 1937, Москва — 25 ноября 2018, Нью-Йорк) — советско-американская скрипачка и педагог.
Окончила Центральную музыкальную школу и Московскую консерваторию (1953), училась у Абрама Ямпольского и Давида Ойстраха, в аспирантуре — у Юлия Эйдлина в Ленинграде. Лауреат международных конкурсов им. Энеску в Бухаресте (первая премия), им. Чайковского в Москве (третья премия), имени Маргерит Лонг и Жака Тибо в Париже (Гран При) и Золотой Медали Viotti D’Oro (Италия) с присуждением звания «Музыкант года».
Гастролировала по всему миру: в частности, в 1971 г. исполнила концерт для скрипки с оркестром П. И. Чайковского в Боготе с Филармоническим оркестром Боготы под управлением Хосе Карлоса Сантоса.
С 1977 года жила и работала в США. Дебют в США — 12 января 1978, в Нью-Йорке, в концертном зале «Y» на 92-й улице, в Манхэттене. В 1978-2017 гг. была профессором в Маннес-колледже.

## Семья
- Муж — молдавский дирижёр Израиль Гильевич (Гилелевич) Чудновский (1924—1971), заслуженный артист РСФСР.
  - Сын — американский скрипач Эмиль Израилевич Чудновский (англ. Emil Israel Chudnovsky).